# 肥东经济开发区
肥东经济开发区，原名肥东新城开发区，是中华人民共和国安徽省合肥市肥东县的一个类似乡级单位。

## 行政区划
肥东经济开发区下辖以下地区：
燎原社区、陈大郢社区、三十埠社区、和平村、墩塘村和北瑶岗村。